# NGC 3501
NGC 3501 је спирална галаксија у сазвежђу Лав која се налази на NGC листи објеката дубоког неба.
Деклинација објекта је + 17° 59' 23" а ректасцензија 11h 2m 47,3s. Привидна величина (магнитуда) објекта NGC 3501 износи 13,0 а фотографска магнитуда 13,7. Налази се на удаљености од 23,255 милиона парсека од Сунца. NGC 3501 је још познат и под ознакама UGC 6116, MCG 3-28-51, CGCG 95-97, FGC 1187, KCPG 263A, PGC 33343.